# Santa Maria a Monte
Santa Maria a Monte est une commune d'environ 11 000 habitants située dans la province de Pise, dans la région Toscane, en Italie.

## Site archéologique
- Le Parc archéologique de Santa Maria a Monte

## Administration
| Période                                  | Période  | Identité     | Étiquette       | Qualité |
| ---------------------------------------- | -------- | ------------ | --------------- | ------- |
| 27 mai 2003                              | En cours | David Turini | Centro-Sinistra |         |
| Les données manquantes sont à compléter. |          |              |                 |         |

### Communes limitrophes
Bientina, Calcinaia, Castelfranco di Sotto, Montopoli in Val d'Arno, Pontedera.

### Évolution démographique
Habitants recensés

## Jumelages
- Fontvieille (France) depuis 1991.

## Personnalités nées à Santa Maria a Monte
- Vincenzo Galilei (vers 1520), luthier et théoricien de la musique réputé et le père de Galilée, l'astronome.
- Romano Fogli (1938-2021), joueur et entraîneur de football italien.
- Siro Bianchi
- Massimo Donati
- Alessio Nieri